# روز تيكو
روز تيكو هي شخصية خيالية ظهرت في سلسلة أفلام حرب النجوم لأول مرة في فيلم حرب النجوم: الجيداي الأخير قامت كيلي ماري تران بدور الشخصية.